# La Neuville (Nord)

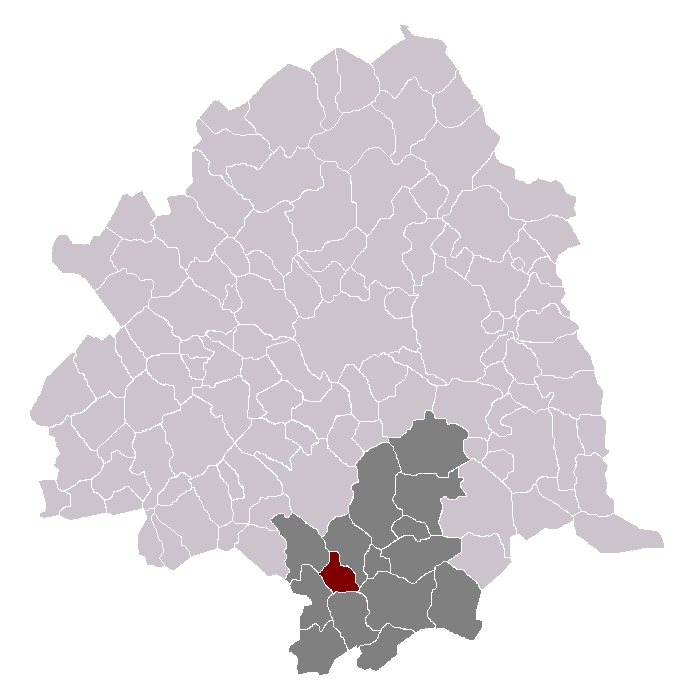
Ubicació de La Neuville dins del cantó i el districte

La Neuville és un municipi francès, situat a la regió dels Alts de França, al departament del Nord. L'any 2006 tenia 680 habitants. Limita al nord-est amb Attiches, al sud-est amb Mons-en-Pévèle, al sud amb Thumeries, al sud-oest amb Wahagnies, i al nord-oest amb Phalempin.
| 1962                                       | 1968 | 1975 | 1982 | 1990 | 1999 | 2006 |
| ------------------------------------------ | ---- | ---- | ---- | ---- | ---- | ---- |
| 379                                        | 459  | 501  | 513  | 588  | 639  | 680  |
| Des de 1962: població sense dobles comptes |      |      |      |      |      |      |

| Període | Identitat           | Partit |
| ------- | ------------------- | ------ |
| 2001-   | Bernard Cortequisse | PS     |